# 第二十四阪九
第二十四阪九（だい24はんきゅう）は、阪九フェリーが運航していたフェリー。

## 概要
神田造船所で建造され、1976年1月24日に神戸航路に就航した。
1978年1月、航路開設にあたって泉大津航路に転配された。1983年11月、ニューやまとの就航により再び神戸航路に就航、1991年10月、泉大津航路の2便化により再び泉大津航路に転配された。 
1995年12月、フェリーせっつの就航により引退した。
その後、フィリピンのネグロスナビゲーションへ売却され、St. Joseph the Workerとして就航した。 
2014年にスクラップとして売却され、解体された。

### 航路
阪九フェリー
- 小倉港（日明埠頭） - 神戸港（東神戸フェリーセンター）
- 新門司港 - 泉大津港

## 事故・インシデント

### 漁船との衝突
1985年6月24日、3時40分ごろ、小倉港から神戸港へ向かっていた本船は、来島海峡西水道の小島東灯標から南南東に約400mの地点で漁船誠力丸と衝突した。
本船は衝突10分前に誠力丸の灯火を視認して、その東側を通航する予定だったが、転流直後で小型貨物船が西行してきたため、右転し汽笛と探照灯で警告信号を行ったが、本船の船首が誠力丸の右舷後部に後方から約60度の角度で衝突した。衝突により本船は、船首に擦過痕を生じ、誠力丸は、右舷船尾部に破口を生じて浸水、舵を損傷して航行不能となり、後に廃船となった。誠力丸の船長および甲板員が重傷を負った。
事故原因は、誠力丸が法定灯火を掲示せず、見張り不十分な状態で漁労を行い、航路を航行する他船の進路を避けなかったことで発生したが、本船が見通しの効かない航路内で余裕のある操船ができるよう安全な速力に減速しなかった上、他船の動静確認が不十分であったことも一因とされた。